# Hemmigepura, Bangalore South
Hemmigepura là một làng thuộc tehsil Bangalore South, huyện Bangalore Urban, bang Karnataka, Ấn Độ.